# Jasper Angl

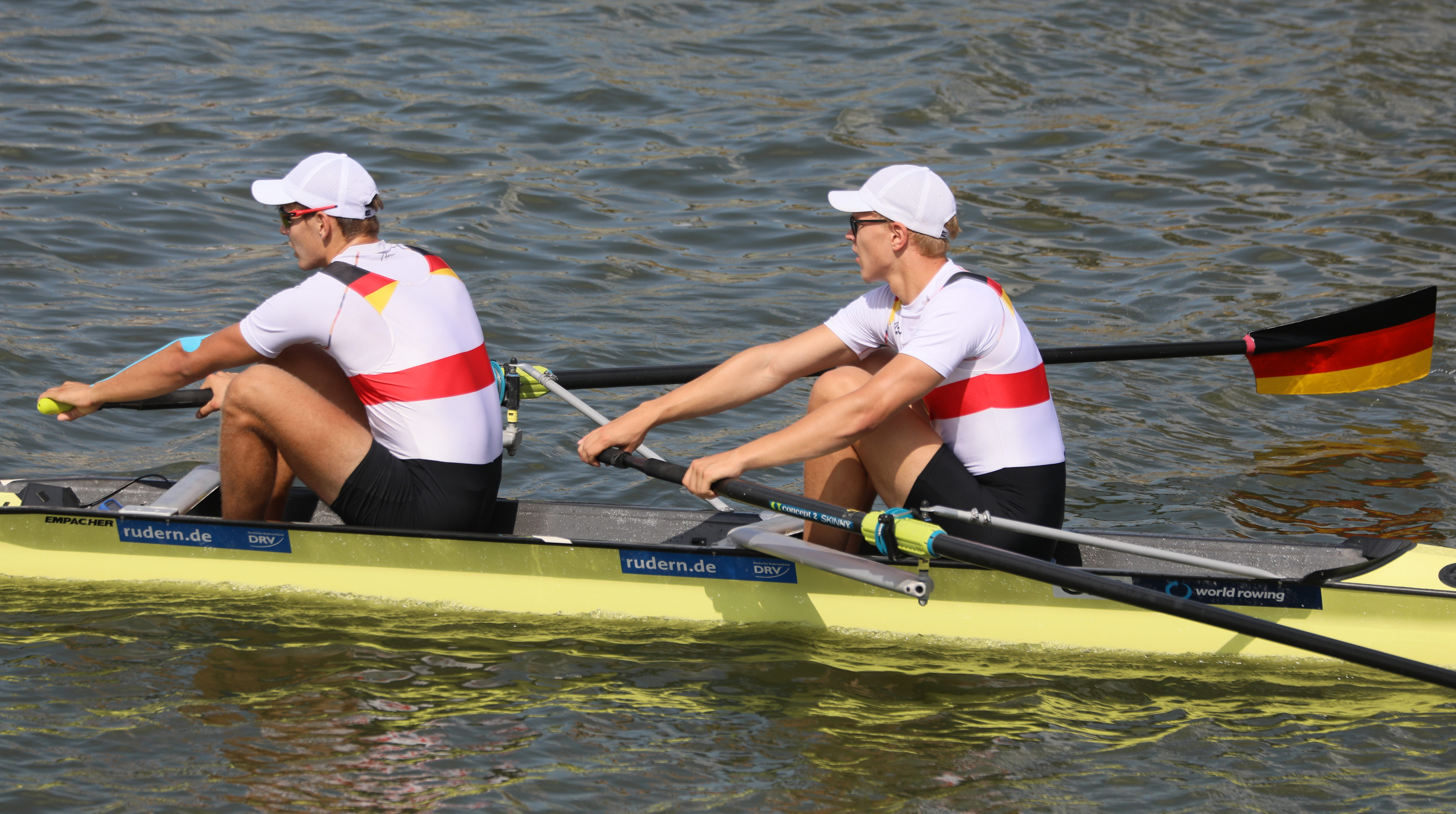
Jasper Angl (links) mit Elias Kun im Jahr 2018

Jasper Angl (* 10. Juli 2000) ist ein deutscher Ruderer.

## Karriere
Der aus Konstanz stammende Jasper Angl begann im Alter von 12 Jahren mit dem Rudersport. Er rudert für den Ruderverein Neptun Konstanz und studiert im Jahr 2022 an der Ruhr-Universität Bochum. 2022 wurde der 1,92 m große Angl zusammen mit Benedict Eggeling Dritter bei den Deutschen Meisterschaften im Zweier ohne Steuermann.
Jasper Angl gewann bei den Junioren-Weltmeisterschaften 2017 die Bronzemedaille im Vierer mit Steuermann. Im Jahr darauf wechselte er mit Elias Kun in den Zweier ohne Steuermann und erruderte die Silbermedaille bei den Junioren-Weltmeisterschaften 2018. 2021 erreichte er mit dem deutschen Achter den dritten Platz bei den U23-Weltmeisterschaften. 2022 rückte Jasper Angl in den Deutschland-Achter. Die neu zusammengestellte Crew gewann in ihrer ersten großen Regatta beim Ruder-Weltcup in Posen.
Er qualifizierte den Deutschland-Achter am 10. September 2023 bei den Ruder-Weltmeisterschaften in Belgrad für die Olympischen Spiele 2024 in Paris. 

### Teilnahme an der Olympiaqualifikation und Rolle bei den Olympischen Spielen 2024
Im Jahr 2023 war Jasper Angl Teil der deutschen Riemen-Nationalmannschaft  Deutschland-Achter, die bei den Ruder-Weltmeisterschaften in Belgrad antrat. Dort qualifizierte sich der Deutschland-Achter mit einem fünften Platz im A-Finale direkt für die Olympischen Spiele 2024 in Paris. Angl gehörte zum Stammteam, das in Belgrad das beste Saisonrennen zeigte und damit das Olympia-Ticket sicherte. Im Vorfeld der Olympischen Spiele kam es innerhalb des Deutschland-Achters zu mehreren personellen Veränderungen. Angl wurde für die Spiele in Paris als Ersatzmann nominiert und begleitete die Mannschaft während des olympischen Wettbewerbs. Obwohl er im Rennen selbst nicht zum Einsatz kam, spielte er eine wichtige Rolle in der Vorbereitung und Absicherung des Teams.